# Куруш (Докузпаринський район)

fot. Witold Marczewski, Górale z aułu (osady) Kurusz we wschodnim Kaukazie, Dagestan

Куруш — село в Докузпаринському районі Дагестану. Утворює сільське поселення село Куруш як єдиний населений пункт у його складі.

## Географія
Розташоване на південно-східному схилі гори Шалбуздаг, у долині річки Усухчай, за 17 км на північний захід від села Усухчай.

## Населення
| 2002 | 2010 | 2012 | 2013 | 2014 | 2015 | 2016 |
| ---- | ---- | ---- | ---- | ---- | ---- | ---- |
| 804  | ↗826 | ↘816 | ↘799 | ↘798 | ↗813 | →813 |
| 2017 |      |      |      |      |      |      |
| ↘812 |      |      |      |      |      |      |

Історично населення Куруша ділиться на родові патроніми — тухуми (тюркською), або уймахи (лезгинською): Хайтакьар, Гьилевар, Тетецьар, Фалакьар, Къызырар, Къиртар, Мисрияр, Зангъавар, Авурар, Кьулдурар, Хебешар, Чувалар. Село ділиться на квартали: Пагъвай кьилер, Вене кьилер, Къиртар і Камавайбур.

## Історія
У XVIII столітті в Куруші жив ашуг Лезгі Ахмед. В 1886 році в Куруші було 718 дворів на 4761 особу, з них 2536 чоловіків, 2225 жінок. Загальна кількість худоби 71451 голів овець, 1767 коней, 2189 голів великої рогатої худоби. Всього в аулі було 12 млинів, 41 ткач, 6 осіб войлочників, 2 фарбаря, один швець, 4 тесляра, 3 ремісника, кравців 3, 1 зброяр і 8 музикантів. Історично курушці займалися скотарством, землеробством, сіяли в основному жито, овес, сочевицю. Для себе і на продаж курушці виготовляли сукно, килими, паласи, войлоки, тасьму, овчини, панчохи вовняні, сир, масло. У 1907 році громада Куруша мала поголів'я овець і кіз загальною чисельністю 90 тисяч голів. У 1920 році в Куруші відкрито пункт по ліквідації неписьменності. Потім на його базі в тому ж році відкривається двокласна школа. У 1924 році відкрилася п'ятирічна школа. Заняття в ці роки велися в будинках, шкіл як таких не було. В 1930 році в Куруші функціонувала семирічна школа. В 1931 році створено перший колгосп. У роки Другої світової війни з Куруша покликані в армію 570 осіб. За роки війни на полях битв і в госпіталях загинуло 325 чоловік, пропало безвісти 70. Загальна кількість курушців, що не повернулися додому за неповними даними становить 395 осіб.
У 1952 році велика частина населення переселена на територію Хасавюртівського району в село Куруш (Новий Куруш). Населення сіл Оленівка, Ахед, Агязи, Сефербіне Республіки Азербайджан складають в основному курушські переселенці.
В одному з документів кайтазьких уцміїв шірваншах скаржиться своєму племіннику Ельчаву на постійні набіги лезгинів, у зв'язку з тим, що вони «часто спускаються з доріг, що йдуть по гірських висотах, із сіл Фій, Мазу, Куруш і Хіналуг».

## Факти
Куруш є найбільш високогірним поселенням на Північному Кавказі, у Росії і Європі (якщо проводити межу між Європою і Азією по Кавказькому хребту), розташоване на висоті 2560 метрів над рівнем моря. Крім того, населений пункт є самим південним в країні.
З аулу Куруш альпіністи здійснюють сходження на вершини Базардюзю (4466 м), Шалбуздаг (4150 м) і Єридаг (3925 м).